# داربري جوكار (مارغون)
داربري جوکار (بالفارسية: داربری جوکار) هي قرية تقع في إيران في قسم مارغون الريفي. يقدر عدد سكانها بـ 54 نسمة بحسب إحصاء 2016.